# Areopag von Ostgriechenland

Flagge des Areopags des östlichen Kontinentalgriechenland (1821–1825) mit Symbolen des Glaubens, der Nächstenliebe (Liebe) und der Hoffnung (Erster Brief an die Korinther, Kapitel 13).

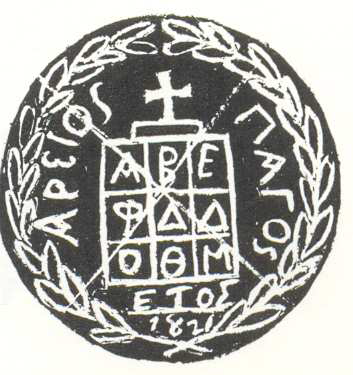
Vierteiliges Siegel des Areopags, verwendet am 29. März 1822. Das Siegel trägt die Aufschrift „Areopag-Jahr 1821“ und die Buchstaben auf dem Schachbrett repräsentieren die Gebiete, die es beanspruchte: Attika, Böotien, Euböa, Phokis, Lokris, Doris, Olymp, Thessalien und Makedonien.

Der Areopag von Ostgriechenland (griechisch Άρειος Πάγος της Ανατολικής Ελλάδας) war eine lokale Regierung des östlichen Zentralgriechenlands die sich im Zuge der Griechischen Revolution gebildet hat.
Der Sitz dieser provisorischen Regierung befand sich in Salona, dem heutigen Amphissa.

## Geschichte

### Hintergrund
Nach dem Beginn des Griechischen Unabhängigkeitskrieges 1821 wurden die osmanischen Verwaltungsstrukturen vor Ort aufgelöst. Um den Widerstand zu organisieren und alltägliche Herausforderungen zu meistern, bildeten sich im ersten Revolutionsjahr mehrere regionale Regierungen. Zu diesen zählte neben dem Senat von Westgriechenland und dem Peloponnesischen Senat auch der Areopag von Ostgriechenland. Diese drei Körperschaften, welche die wichtigsten Übergangsinstitutionen jener Zeit waren,  verfolgten ein gemeinschaftliches Verwaltungsmodell, das regionale Eigenständigkeit mit einem übergreifenden nationalen Ziel verband.
Der Areopag von Ostgriechenland entstand am 15. November 1821 im Zuge der Versammlung von Salona (heutiges Amphissa), bei der grundlegende Bürgerrechte verkündet und die Prinzipien lokaler Selbstverwaltung anerkannt wurden. Obwohl die Erste Nationalversammlung in Epidauros 1822 eine provisorische Verfassung verabschiedete, die Legislative und Exekutive als gleichwertige Kräfte festlegte, enthielt diese keine Bestimmungen zur lokalen Selbstverwaltung. Durch das Gesetz Nr. 12 vom 30. April 1822 wurde Griechenland in Provinzen und Unterprovinzen unterteilt, wobei gewählte Vertreter nur auf Gemeindeebene vorgesehen waren. Dieses System wurde jedoch hauptsächlich auf den Ägäisinseln umgesetzt, mit Ausnahme von Hydra, Spetses und Psara. In den anderen Teilen des Landes, einschließlich Ostgriechenlands, blieben die provisorischen regionalen Behörden wie der Areopag weiterhin aktiv und übernahmen faktisch Verwaltungs- und Regierungsfunktionen.

### Aufgaben und Organisation
In der „Rechtlichen Verordnung für Ostgriechenland (Νομική Διάταξη της Ανατολικής Χέρσου Ελλάδας)“ wird erwähnt, dass „der Areopag für die Sorge um Schulen, Waisenhäuser und Krankenhäuser in den Städten zuständig ist, deren Aufsicht er übernimmt. Ebenso soll er sich um alle Angelegenheiten kümmern, die die moralische Verbesserung der Nation betreffen, sowie um die fortschreitende Verbesserung der Landwirtschaft und anderer Gewerbe.“
Im Unterschied zu anderen, stärker lokal ausgerichteten Institutionen verfolgte der Areopag ein überregionales und nationales Organisationsprinzip. Der Areopag entsandte eigene Vertreter, sogenannte „Synigori,“ zur Ersten Nationalversammlung in Epidauros. Diese sollten, laut Statut, die Interessen Ostgriechenlands, der jeweiligen Provinzen und des gesamten griechischen Volkes – in dieser Reihenfolge – vertreten. Die politische Teilhabe war dabei auf eine gebildete Elite beschränkt, und der öffentliche Diskurs, vor allem durch die Verbreitung von Texten, diente als Instrument der Aufklärung und der politischen Einigung. Trotz seiner föderalen Struktur stellte der Areopag einen deutlichen Bruch mit den Verwaltungsmodellen der osmanischen Zeit dar und spiegelte das wachsende nationalstaatliche Bewusstsein im revolutionären Griechenland wider.
Der Areopag bestand aus zwölf jährlich gewählten Mitgliedern, die jeweils eine Provinz vertraten. Er fungierte als Bindeglied zwischen den östlichen Regionen und als Verbindung zur nationalen Regierung. Maßgeblich geprägt wurde er von Theodoros Negris, einem Phanarioten mit breitem Wissen über liberales Verfassungsdenken.
Im Areopag von Ostgriechenland wurde ein eigenes Gericht eingebettet, das durch die Verfassung von Epidavros (1822) formell anerkannt und in seinem Status dem obersten Gerichtshof ähnlichgestellt wurde. Es war über den Provinzialgerichten angesiedelt und für Zivil- wie Strafsachen zuständig. Bereits 1823 wurde es jedoch mit der Verfassung von Astros wieder abgeschafft, die ein zentralisiertes Justizsystem vorsah.

## Mitglieder
- Ioannis Skandalidis[7]
- Theodoros Negris[7]
- Lambros Nakos[7]
- Drosos Mansolas[7]
- Neophytos von Athen[7]
- Lambros Alexandrou[7]
- Georgios Ainian[7]
- Ioannis Logothetis[7]
- Alexandros Axiotis[7]
- Adam Doukas[7]
- Kyriakos Tassikas[7]
- Grigorios Konstantas[7]
- Ioannis Vizoulas[7]
- Anthimos Gazis[7]